# Felsinschrift von Kötükale
Koordinaten: 38° 28′ 30″ N, 37° 41′ 31″ O
Die Felsinschrift von Kötükale in der Zentraltürkei ist eine Inschrift in luwischen Hieroglyphen und stammt vermutlich aus dem späten 12. Jahrhundert v. Chr. Nach Straßenbauarbeiten im Jahr 1935 ist die Inschrift verschüttet.

## Lage
Der Standort der Felsinschrift befindet sich etwa neun Kilometer östlich des Ortes Balaban beim Dorf Hisarcık (früher Kötükale) im Landkreis Darende der türkischen Provinz Malatya. An dieser Stelle durchfließt der von Westen kommende Tohma Çayı eine Schlucht, an deren südlicher Seite sich die moderne Straße entlangzieht. Zwischen Straße und Felsen wird der Ort der Inschrift angenommen. Der Fluss war für das späthethitische Königreich von Melid ebenso wie der weiter östlich zum Euphrat fließende Kuru Çayı von Bedeutung, zum einen als Wasserspender für die fruchtbare Ebene von Malatya, zum anderen als Verkehrsweg nach Norden ins ehemalige Kernland des hethitischen Großreichs. Aus diesem Grund finden sich an ihrem Lauf mehrere Inschriften, darunter die Felsinschriften von Gürün und von Şırzı.

## Fund und Verlust
Die Cornell-Expedition nach Kleinasien und in den assyro-babylonischen Orient (der Cornell University) von 1907 wurde von einem armenischen Büchsenmacher aus Darende auf die Inschrift hingewiesen, der ihnen auch eine selbst erstellte Abzeichnung der letzten beiden Zeilen übergab. Trotz zweier Versuche konnten sie allerdings wegen des zu hohen Wasserstands des Flusses die Schrift nicht selbst sehen. Der deutsche Archäologe Hans Henning von der Osten scheiterte 1929 am gleichen Problem. Als der amerikanische Altorientalist Ignace Gelb 1935 den Ort besuchte, konnte er im letzten Moment die Sprengung des Felsens im Zuge von Straßenbauarbeiten verhindern. Er fertigte Photographien der Inschrift an, die bis heute die einzigen blieben. Bei ihrem Besuch im August 1954 stellten Helmuth Theodor Bossert und sein Mitarbeiter Mustafa Kalaç zunächst fest, dass der Inschriftenstein inzwischen unter der Erde begraben war. Nach Berechnungen anhand von Gelbs Bildern und Messungen konnten sie bei Grabungen 1,75 Meter unter der Oberfläche die obersten zwei Zeilen freilegen. Der Hethitologe John David Hawkins, der 1974 und 1986 die Stelle besuchte, und der deutsche Architekt Horst Ehringhaus, der nach 2000 die späthethitischen Felsreliefs und -inschriften erforschte, konnten nur die Umgebung fotografieren, stellten aber beide fest, dass eine Grabung möglich und erfolgversprechend wäre.

## Beschreibung
Das Schriftfeld ist etwa 1,80 Meter hoch und 1,20 Meter breit. Es besteht aus sechs Zeilen, die durch Linien getrennt sind. Zeichen und Trennlinien sind im Relief ausgeführt. Der Text beginnt rechts oben und ist boustrophedon zu lesen. Autor ist Runtija von Melid, derselbe König, der auch die Inschriften von Gürün verfasst hat. Ähnlich wie dort lässt sich die Inschrift in vier Abschnitte teilen: Götterwidmung, Vorstellung mit Abstammung, erzählender Teil und Fluchformel. Nach der Widmung an den großen Tarhunza und fünf andere nicht identifizierbare Götter stellt sich Runtija auch hier als Enkel Kuzzitissubas, Sohn PUGNUS-milis (I.), des Landesherren von Malida vor. Der Großvater Kuzzitissuba ist unter anderem von Siegelabdrücken aus der Endzeit des Hethiterreiches um 1200–1185 v. Chr. als König des hethitischen Gliedstaates Karkemiš bekannt. Nach dem Ende des Großreichs wurde Karkemiš selbständig und Kuzzitissuba war der erste Herrscher, der sich in hethitischer Tradition als Großkönig bezeichnete. Von dort aus wurde das Reich Malida (Melid) als Sekundogenitur unter Kuzzitissubas Sohn PUGNUS-milis, dem Vater Runtijas, gegründet.
Im Folgenden berichtet der Verfasser über Straßenbauarbeiten:

„Diesen […] Tunnel habe ich höher gelegt und diesen steinernen Weg gemacht.“

Anschließend wird ein Berg erwähnt, der weitere Text ist nicht verständlich. In der abschließenden Fluchformel wird demjenigen, der den Namen Runtijas entfernt …, die Strafe Tarhunzas und der anderen Götter angedroht.
Aufgrund der bekannten Regierungszeiten der genannten Herrscher wird die Inschrift in das späte 12. Jahrhundert v. Chr. datiert.